# Johnny Suede
Johnny Suede is een Amerikaanse filmkomedie uit 1991 onder regie van Tom DiCillo. Hij won met deze film de Gouden Luipaard op het filmfestival van Locarno.

## Verhaal
Johnny Suede is een werkloze gitarist, die ervan droomt om ooit een popster te worden. Ook zijn liefdesleven loopt niet van een leien dakje.

## Rolverdeling
| Acteur                  | Personage        |
| ----------------------- | ---------------- |
| Brad Pitt               | Johnny Suede     |
| Michael Luciano         | Clepp            |
| Calvin Levels           | Deke             |
| Nick Cave               | Freak Storm      |
| Wilfredo Giovanni Clark | Slick            |
| Alison Moir             | Darlette         |
| Peter McRobbie          | Flip Doubt       |
| Ron Vawter              | Winston          |
| Dennis Parlato          | Dalton           |
| Tina Louise             | Mevrouw Fontaine |
| Michael Mulheren        | Fred Business    |
| Wayne Maugans           | Ned Business     |
| Catherine Keener        | Yvonne           |
| Tom Jarmusch            | Conan            |
| Samuel L. Jackson       | B-Bop            |
| Ashley Gardner          | Ellen            |